# Танхојзер (опера)
Танхојзер (пун назив Tannhäuser und der Sängerkrieg auf der Wartburg - Танхојзер и певачко надметање у Вартбургу) је опера немачког композитора Рихарда Вагнера. Премијерно је изведена 19. октобра 1845. у Дрездену. Дириговао је композитор.
Вагнер је либрето написао према средњовековној легенди о Танхојзеру, витезу и минезенгеру. Основни мотив опере је искупљење кроз љубав (мотив који се провлачи кроз готово сва његова дела). Један од ликова опере је и Волфрам фон Ешенбах, човек који је спевао Парсифала, тему Вагнерове последње опере. 
Постоје две верзије ове опере, оригинална дрезденска и новија париска. Данас се изводе обе верзије. Најпознатији музички део ове опере је чувени хор ходочасника из трећег чина.

## Верзије

### Дрезденска
Ово је оригинална верзија „Танхојзера“. Либрето је завршен у априлу 1843, док је партитура завршена 13. априла 1845. Премијера је била 19. октобра 1845. у Дрездену. Дело није доживело успех „Ријенција“, па је Вагнер одмах почео да коригује и мења поједине делове.
Дело је написано по узору на француску оперу, будући да је одатле преузета инструментација (што се огледа у присуству харфе).

### Париска
Вагнер је петнаестак година касније направио значајну ревизију опере за париску публику. Опера преведена на француски (мада се данас париска верзија изводи на немачком), а најзначајнији додатак је балет који се огледа у сцени оргије у првом чину. Балет је био неизоставан елемент француске опере и по правилу се јављао у другом чину; Вагнер је, међутим, хтео да свом балету да драматски смисао, па га је зато ставио у први.
Ова Вагнерова одлука га је скупо коштала када су на премијери, 13. марта 1861, припадници аристократског француског Џокеј клуба, који су имали обичај да током првог чина неке опере вечерају, а затим дођу на балет у другом чину, упропастили извођење тако што су повицима и звиждањем отерали певаче с бине. Вагнер је, као последица, одлучио да више никада не прави продукцију у Француској.

## Лица
- Танхојзер, витез и минезенгер, тенор.
- Елизабета, нећака ландграфа, сопран.
- Венера, сопран.
- Волфрам фон Ешенбах, витез и минезенгер, баритон.
- Херман, ландграф Турингије, бас.
- Валтер фон дер Фогелвајде, витез и минезенгер, тенор.
- Битеролф, витез и минезенгер, бас.
- Хајнрих Писар, витез и минезенгер, тенор.
- Рајнмар фон Цветер, витез и минезенгер, бас.
- Млади пастир, сопран.
- Племићи, витезови, даме, ходочасници, сирене, најаде, нимфе, баханалисткиње, три Грације, младићи, купидони, сатири, панови.

## Синопсис
Радња се одвија у близини Ајзенаха у раном 13. веку.

### Чин први
Опера се отвара чувеном балетском сценом баханалије у Венусбергу, легендарном планинском дому богиње Венере. Након оргије, у којој учествују многа митска бића и баханалисти, видимо младог витеза Танхојзера који клечи пред Венером. Танхојзер је пронашао Венусберг и, након што је провео годину дана обожавајући Венеру у својству њеног љубавника, његова пожуда је коначно засићена, и сада жуди за слободом. У страсној љубавној песми слави богињу, али истовремено је моли да му подари слободу. Венера покушава да га поново острасти и шармира, али Танхојзер не посустаје у својој молби. Венера напослетку побесни и истера га, али тек тада схвата да је заљубљена у њега и моли га да остане, упозоравајући га да су људи арогантни и да неће поново бити добродошао међу њима. Танхојзер изјављује да његово спасење лежи уз Марију, мајку Божју. Тиме је Венерина чин сломљена и она и њени следбеници нестају, а Танхојзер се више не налази у Венусбергу, већ на падини крај замка Вартбург.
Пролеће је; млади пастир свира фрулу, а наилази и колона ходочасника који су се запутили у Рим. Ту Танхојзера проналазе ландграф и Танхојзерови некадашњи пријатељи, Волфрам, Валтер, Битеролф, Рајмар и Хајнрих. Одушевљени су што су пронашли младог певача, који је давно напустио Вартбург након што је срамно побеђен у певачком такмичењу. Опраштају му гордост и нуде му да се врати; Танхојзер најпре одбија, али када га обавештавају да је његова песма освојила срце младе Елизабете, младе племкиње у коју је Танхојзер био заљубљен, одлучује да им се придружи и оде у замак.

### Чин други
Дворана у Вартбургу, где сама стоји Елизабета. Након Танхојзеровог одласка, она је живела повучено, али када је чула да се вратио, радосно је дошла у Вартбург да посматра певачко такмичење у којем ће он учествовати. Долази Танхојзер, који је још увек заљубљен у њу, али нема храбрости да јој призна у каквом је злу провео претходну годину. Затим Елизабета и ландграф дочекују многобројне племиће који су дошли да посматрају такмичење, а ландграф изјављује да ће тема такмичења бити „буђење љубави“, а као награду ће Елизабета победнику испунити једну жељу, ма шта она била. 
Волфрам први наступа и узвишава љубав као чист поток који се не сме узнемиравати; остали певачи је величају на сличан начин. Танхојзер, међутим, свакоме од њих жустро одговара да највиша љубав лежи у чулном и физичком задовољству; када сви певачи стану на Волфрамову страну, Танхојзер узбуђено запева песму у Венерину славу и објави витезовима да, ако желе да спознају истинску љубав, треба да оду у Венусберг. Они бесно исуку мачеве, а све жене, осим Елизабете, згрожено напусте дворану. Елизабета се баци пред Танхојзера и заштити га, гневно говорећи витезовима како они нису његове судије. Након што Танхојзер изрази кајање, ландграф му дозволи да се придружи ходочасницима који иду у Рим, те да тамо тражи опроштај од папе.

### Чин трећи
Јесен у долини Вартбурга, где се Елизабета тихо моли у вечерњим часовима. Долази Волфрам и посматра је; он је и сам дубоко заљубљен у њу, али зна да она воли Танхојзера и да му није суђено да буде с њом. Тада наилазе ходочасници који се враћају из Рима, певајући о свом спасењу. Елизабета их узбуђено посматра, надајући се да ће угледати Танхојзера, али када схвати да он није међу њима, пада на колена пред статуу Богородице и моли је да је лиши живота како би могла, на оном свету, да је моли за Танхојзерово спасење. Затим сломљеног срца одлази у Вартбург, немо, али нежно одбијајући Волфрамов покушај да је утеши и стављајући му до знања да је очекује узвишена дужност.
Он остаје сам, тужно схватајући да се Елизабетина смрт ближи. На харфи свира нежну химну вечерњој звезди којом је моли да бди над Елизабетином душом док се уздиже у небеса. Волфрам затим угледа ходочасника у похабаној одори и схвата да је то Танхојзер; љутито га кори што се вратио а да му није опроштено, али Танхојзер му скрушено одговара да је дошао само да би поново пронашао Венусберг. Објашњава Волфраму како је папа одбио да му опрости, стављајући му до знања да ће пре његов папски штап да пролиста него што ће Бог да опрости Танхојзеру.
Танхојзер очајно, на Волфрамов ужас, почне да призива Венеру; ружичасто светло испуњава долину, а зачују се разигране нимфе. Тада се појављује и сама Венера, која Танхојзера прима у своје царство. Тада, међутим, Волфрам повиче како се један анђео моли за Танхојзера пред Божјим престолом: Елизабета. Танхојзер сместа напушта Венерин загрљај и, као пробуђен из сна, присећа се Елизабете. Тада се поново зачује песма ходочасника, а Венера очајно закука како је изгубила свог љубљеног и нестане.
Ходочасници доносе Елизабетино тело на одру, а Танхојзер им похита у сусрет. С речима: „Света Елизабето, моли се за мене“, Танхојзер пада на њено тело и умире. Долазе млађи ходочасници, носећи Танхојзеров штап који је пролистао: знак да му је Бог опростио.